# Christopher Burton
Christopher Burton (conocido como Chris Burton; Toowoomba, 22 de noviembre de 1981) es un jinete australiano que compite en la modalidad de concurso completo.
Participó en tres Juegos Olímpicos de Verano, obteniendo dos medallas, bronce en Río de Janeiro 2016, en la prueba por equipos (junto con Shane Rose, Stuart Tinney y Sam Griffiths) y plata en París 2024, en la prueba individual, y el sexto lugar en Londres 2012 (equipo).

## Palmarés internacional
| Juegos Olímpicos | Juegos Olímpicos        | Juegos Olímpicos  | Juegos Olímpicos |
| Año              | Lugar                   | Medalla           | Categoría        |
| ---------------- | ----------------------- | ----------------- | ---------------- |
| 2016             | Río de Janeiro (Brasil) | Medalla de bronce | Por equipos      |
| 2024             | París (Francia)         | Medalla de plata  | Individual       |